# Llista d'índexs de refracció

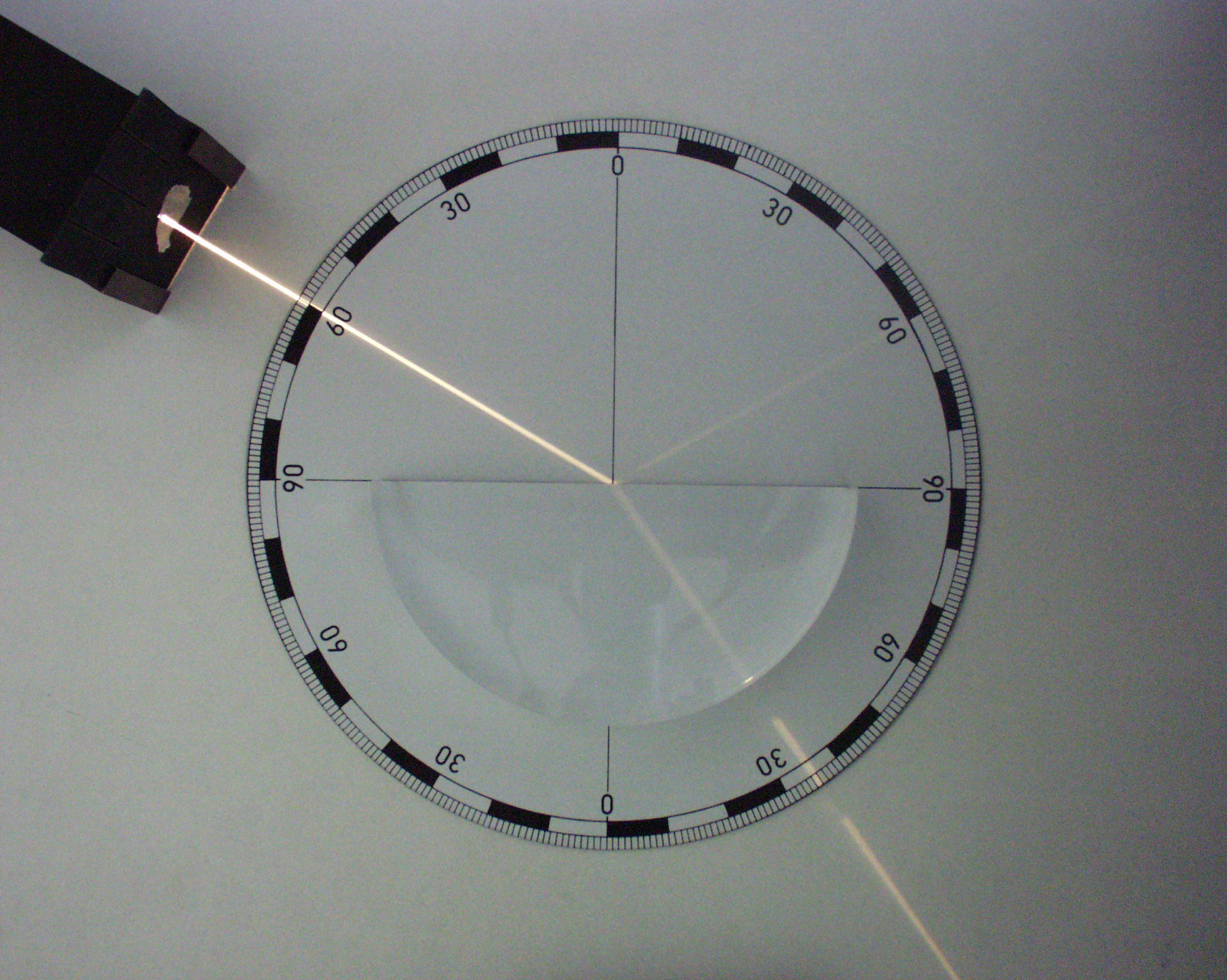
Refracció de la llum

En aquest article es presenta una llista d'índexs de refracció per a molts materials representatius d'acord amb la seva categoria (estat, us freqüent en un domini, etc.) i estudiats en la literatura científica.
Molts materials tenen un índex de refracció ben caracteritzat, però aquests índexs depenen en gran manera de la freqüència de la llum. Els mesuraments de l'índex de refracció estàndard es prenen en el «doblet del sodi», la línia D de sodi, amb una longitud d'ona de 589 nanòmetres.
Aquests índexs no tan sols depenen lleugerament de la temperatura, pressió i tensió, sinó també la composició exacta del material (la presència d'impureses, dopants, etc.); per a molts materials en condicions normals aquestes variacions representen només l' 1% o menys.
En general, l'índex de refracció és un nombre complex, on la part imaginària indica la potència de pèrdues per absorció. Aquesta part és per aquestes raons que de vegades s'anomena coeficient d'extinció. Aquestes pèrdues poden ser particularment importants, per exemple, els metalls a les longituds d'ona més curtes (visible amb major freqüència) i han de ser inclosos en la descripció de l'índex de refracció.

Refracció, angle crític i la reflexió interna total de la llum en la interfície entre dos medis

## Cristalls
Els cristalls isotròpics presenten només un índex de refracció. Els altres cristalls són birrefringents: els cristalls uniaxials tenen dos índexs de refracció que s'acostumen a escriure no i ne, els cristalls biaxials tenen tres índexs de refracció, escrits nx, ny i nz, o nα, nβ i nγ, i ordenats de menor a major.
| Material             | λ (µm) | n      |
| -------------------- | ------ | ------ |
| Diamant              |        | 2,4175 |
| Fluorur de calci     |        | 1,433  |
| Fluorur de liti      |        | 1,3912 |
| Antimonur d'indi     |        | 5,13   |
| Arsenur de gal·li    |        | 4,02   |
| Germani              | 2,8    | 4,052  |
| Clorur de sodi (sal) |        | 1,531  |
| Silici               | 1,55   | 3,4777 |

| Material           | λ (µm) | nx    | ny    | nz    |
| ------------------ | ------ | ----- | ----- | ----- |
| Andalusita         |        | 1,629 | 1,633 | 1,638 |
| Pucherit           |        | 2,41  | 2,50  | 2,51  |
| Massicot           |        | 2,51  | 2,61  | 2,71  |
| Orpiment           |        | 2,4   | 2,81  | 3,02  |
| Sulfat de calci    |        | 1,570 | 1,575 | 1,614 |
| Diòxid de tel·luri |        | 2,00  | 2,18  | 2,35  |
| Diòxid de zirconi  |        | 2,13  | 2,19  | 2,20  |
| Àcid iòdic         |        | 2,37  | 2,5   | 2,65  |

| Material           | λ (µm) | ne     | no     |
| ------------------ | ------ | ------ | ------ |
| Alumini            |        | 1,7579 | 1,7659 |
| Calcita            |        | 1,486  | 1,658  |
| Vaterita           |        | 1,65   | 1,55   |
| Fluorur de magnesi |        | 1,3886 | 1,3768 |
| Litargiri          |        | 2,535  | 2,655  |
| Seleni             | 1      | 3,61   | 2,79   |
| Rútil              |        | 2,872  | 2,584  |
| Tel·luri           | 4      | 4,929  | 6,372  |

## Vidres
Per vidre, s'entén tot vidre utilitzat en cristalleria, vidrieria o vidres òptics. A mig camí entre el vidre i els sòlids cristal·lins, és possible trobar la vitroceràmica, perquè l'estructura és una barreja homogénea de cristalls (com les ceràmiques) i de sòlids amorfs (com el vidre).
Els vidres són generalment poc birrefringents causa de la seva estructura amorfa.

### Vidres òptics
| Denominació | Tipus de vidre | Família                  | λ (nm) | Índex   |
| ----------- | -------------- | ------------------------ | ------ | ------- |
| FK5         | Crown          | Crown de fluorita        |        | 1,48749 |
| PK2         | Crown          | Crown de fostat          |        | 1,51821 |
| BK7         | Crown          | Crown de borosilicat     |        | 1,51680 |
| PSK3        | Crown          | Crown de fostat dens     |        | 1,55232 |
| K5          | Crown          | Crown                    |        | 1,52249 |
| ZK1         | Crown          | Crown de zinc            |        | 1,53315 |
| BaK50       | Crown          | Crown de bari            |        | 1,56774 |
| SK2         | Crown          | Crown dens de bari       |        | 1,60738 |
| SSK4        | Crown          | Crown extra dens de bari |        | 1,61765 |
| LaK10       | Crown          | Crown de lantani         |        | 1,72000 |
| LgSK2       | Crown          | Crown especial           |        | 1,58599 |
| TiK1        | Crown          | Crown de titani          |        | 1,47869 |
| TiF1        | Flint          | Flint de titani          |        | 1,51118 |
| KzFN1       | Flint          | Flint curt               |        | 1,55115 |
| KzFSN4      | Flint          | Flint dens curt          |        | 1,61340 |
| KF9         |                | Crown flint              |        | 1,52341 |
| LLF6        | Flint          | Flint extra lleuger      |        | 1,53172 |
| LF5         | Flint          | Flint lleuger            |        | 1,58144 |
| F2          | Flint          | Flint                    |        | 1,62004 |
| SF2         | Flint          | Flint dens               |        | 1,64769 |
| BaLF4       | Flint          | Flint lleuger de bari    |        | 1,57957 |
| BaF4        | Flint          | Flint de bari            |        | 1,60562 |
| BaSF2       | Flint          | Flint dens de bari       |        | 1,66446 |
| LaFN2       | Flint          | Flint de lantani         |        | 1,74400 |
| LaSF30      | Flint          | Flint dens de lantani    |        | 1,80318 |
| NbF1        | Flint          | Flint de niobi           |        | 1,74330 |

### Lents oftàlmiques
En general, l'índex normal de les lents oftàlmiques està comprés entre 1,48 i 1,54, un índex mitjà entre 1,54 i 1,64, un alt índex d'entre 1,64 i 1,74, i índexs molt alts per sobre d' 1,74. La principal dificultat en el desenvolupament de lents oftàlmiques és la recerca d'índexs molt alts conciliats amb les densitats més baixes possibles.
| Denominació  | nd     | ne     |
| ------------ | ------ | ------ |
| 15 white     | 1,523  | 1,525  |
| 16 white     | 1,600  | 1,604  |
| 17 white     | 1,700  | 1,705  |
| 18 white     | 1,802  | 1,807  |
| 19 white     | 1,885  | 1,892  |
| UV W76       | 1,5230 | 1,5251 |
| HG weiß 0389 | 1,6006 | 1,6040 |
| High Lite    | 1,7010 | 1,7064 |
| BaSF 64      | 1,7010 | 1,7052 |
| LaSF 36A     | 1,7947 | 1,8000 |
| LaSF 39      | 1,8860 | 1,8927 |

### Altres vidres
Aquesta secció s'aplica a vidres o sòlids totalment o parcialment amorfs utilitzats en òptica, cristalleria o vidrieria.
| Designació                             | Utilització              | Tipus                              | Longitud d'ona | Índex       |
| -------------------------------------- | ------------------------ | ---------------------------------- | -------------- | ----------- |
| Pyrex                                  | Cristalleria             | Vidre borosilicatat                | 587,6 nm       | 1,474       |
| Corning 9741                           | Transmissió ultravioleta | Borosilicat alcalí                 | 587,6 nm       | 1,47        |
| Vidre de germani                       | Transmissió infraroja    | Diòxid de germani                  | 589,3 nm       | 1,60832     |
| Barr&Stroud BS-39B                     | Transmissió infraroja    | Aluminat de calci                  | 589,3 nm       | 1,6764      |
| Schott IRG 25                          | Transmissió infraroja    | Vidre de calcogenur (Ge28Sb₁₂Se60) | 1 µm           | 2,7283      |
| Far del Toyota Celica i Toyota Corolla | Automòbil                |                                    | 589 nm         | 1,478       |
| Far del Chevrolet Eurosport            | Automòbil                |                                    | 589 nm         | 1,488       |
| Far de l'Oldsmobile Cutlass Ciera      | Automòbil                |                                    | 589 nm         | 1,488       |
| Pantalla de televisor                  |                          |                                    | 589 nm         | 1,49—1,51   |
| Vidre del parabrisa                    | Automòbil                |                                    | 589 nm         | 1,518—1,520 |
| Vidre d'ampolla                        | Vidrieria                |                                    | 589 nm         | 1,524       |
| Vidre de plom                          | Vidrieria                | Vidre flint                        |                | 1,545       |

## Polímers
Els polímers són materials omnipresents en la majoria de les àrees de la ciència i l'enginyeria. L'índex de refracció és una propietat important, ja que el plàstic es fa servir per aplicacions òptiques.
La feblesa dels plàstics «òptics» prové de la desigual literatura, sovint menor que la dels vidres òptics: per tant, es proporcionen menys dades, menys complets i pot variar d'un fabricant a un altre, o fins i tot entre dos polímers del mateix grup.
En comparació amb les lents, els índexs estan inclosos en un rang d' 1,28 a 1,95, els plàstics tenen índexs més petits d' 1,31 a 1,65, la seva constringencia és comparable contra 91 a 20 per als vidres i 92 a 20 per als plàstics.
| Polímer                    | Abreviació | λ (nm)    | Índex        |
| -------------------------- | ---------- | --------- | ------------ |
| Politetrafluoretilè        | PTFE       | 589,3 nm  | 1,31—1,32    |
| Policarbonat               | PC         | 589,3 nm  | 1,5853—1,586 |
| Policarbonat               | PC         | 365,0 nm  | 1,6432       |
| Policarbonat               | PC         | 1014,0 nm | 1,5672       |
| Polimetilmetacrilat estirè | SMMA       | 589,3 nm  | 1,564        |
| Estirè acrilonitril        | SAN        | 365,0 nm  | 1,6125       |
| Estirè acrilonitril        | SAN        | 589,3 nm  | 1,5673       |
| Estirè acrilonitril        | SAN        | 1014,0 nm | 1,5519       |
| Polimetilmetacrilat        | PMMA       | 589,3 nm  | 1,4917       |
| Polimetilmetacrilat        | PMMA       | 365,0 nm  | 1,5136       |
| Polimetilmetacrilat        | PMMA       | 1014,0 nm | 1,4831       |
| Polièster                  | PETG       | 589,3 nm  | 1,567        |
| Polieterimida              | PEI        | 589,3 nm  | 1,658        |
| Polieterimida              | PEI        | 480,0 nm  | 1,687        |
| Polieterimida              | PEI        | 643,9 nm  | 1,651        |
| Poliestirè                 | PS         | 589,3 nm  | 1,589—1,5903 |
| Poliestirè                 | PS         | 365,0 nm  | 1,6431       |
| Poliestirè                 | PS         | 1014,0 nm | 1,5726       |

## Líquids
Presentem en aquesta secció de les dades de l'índex de refracció per a l'aigua i altres líquids notables per separat. Es presenten els líquids corporals i líquids anomenats «de calibratge» extremadament purs i mesurats amb precisió.

### Aigua
La següent taula mostra els índexs de refracció per a l'aigua.
|                  | Longitud d'ona |          |            |
| Temperatura (°C) | 226,5 nm       | 589,0 nm | 1013,98 nm |
| 0                | 1,39450        | 1,33432  | 1,32612    |
| 20               | 1,39336        | 1,33336  | 1,32524    |
| 50               | 1,38854        | 1,32937  | 1,32145    |
| 100              | 1,37547        | 1,31861  | 1,31114    |

L'aigua, composta de molècules d'hidrogen i oxigen, pot estar present en forma d'H₂O o en la forma d'aigua pesada, on l'hidrogen es substitueix per àtoms de deuteri (D₂O). La diferència d'índex entre l'aigua i l'aigua pesada és (a 25 °C per a la línia D del sodi 5893 Å) de {\displaystyle (n_{H_{2}O}-n_{D_{2}O})\times 10^{5}=449}.

### Líquids orgànics
| Material                                  | λ (nm) | n       | Referències |
| ----------------------------------------- | ------ | ------- | ----------- |
| Trisulfur d'arsènic i sofre en diiodemetà |        | 1,9     | [ 14 ]      |
| Benzè                                     | 589,29 | 1,501   | [ 15 ]      |
| Disulfur de carboni                       | 589,29 | 1,628   | [ 15 ]      |
| Aigua                                     | 589,29 | 1,3330  | [ 15 ]      |
| Etanol                                    | 589,29 | 1,361   | [ 15 ]      |
| Oli de silicona                           |        | 1,52045 | [ 16 ]      |
| Tetraclorur de carboni                    | 589,29 | 1,461   | [ 15 ]      |

## Gasos
| Material                             | λ (nm) | n        | Referències          |
| ------------------------------------ | ------ | -------- | -------------------- |
| Atmosfera terrestre, a 20 °C i 1 atm | 589,29 | 1,000272 | [ 17 ]               |
| Atmosfera terrestre, a 20 °C i 1 atm | 589,29 | 1,000293 | [ 15 ]               |
| Diòxid de carboni, a 0 °C i a 1 atm  | 589,29 | 1,00045  | [ 18 ] [ 19 ] [ 20 ] |
| Heli, a 0 °C i 1 atm                 | 589,29 | 1,000036 | [ 15 ]               |
| Dihidrogen, a 0 °C i 1 atm           | 589,29 | 1,000132 | [ 15 ]               |

## Altres
| Material               | λ (nm)   | Ìndex                 | Referències   |
| ---------------------- | -------- | --------------------- | ------------- |
| Buit                   |          | 1                     | per definició |
| Heli líquid            |          | 1,025                 |               |
| Gel                    |          | 1,31                  |               |
| Còrnia (humana)        |          | 1,373 / 1,380 / 1,401 |               |
| Ambre                  | 589,29   | 1,55                  | [ 15 ]        |
| Sucre, solució al 25 % |          | 1,3723                | [ 21 ]        |
| Sucre, solució al 50 % |          | 1,4200                | [ 21 ]        |
| Sucre, solució 75 %    |          | 1,4774                | [ 21 ]        |
| Llàgrimes              | 587,6 nm | 1,336                 | [ 22 ]        |